# Mario Prassinos
Mario Prassinos, né le 30 juillet 1916 à Constantinople et mort le 23 octobre 1985 à Avignon, est un peintre et graveur non figuratif français d'origine grecque de la nouvelle École de Paris.

## Biographie
Mario Prassinos naît en 1916 dans une famille grecque implantée depuis de nombreuses générations à Constantinople. En 1922 les Grecs de Turquie quittent le pays pour fuir les persécutions et sa famille s'installe en France. Le jeune Mario fréquente l'école de Puteaux puis habite à Nanterre (jusqu'en 1936). Il poursuit ses études au lycée Condorcet et à l'École des langues orientales. Il fréquente les coulisses du théâtre de l'Atelier (Charles Dullin), ce qui lui donne le goût du théâtre.

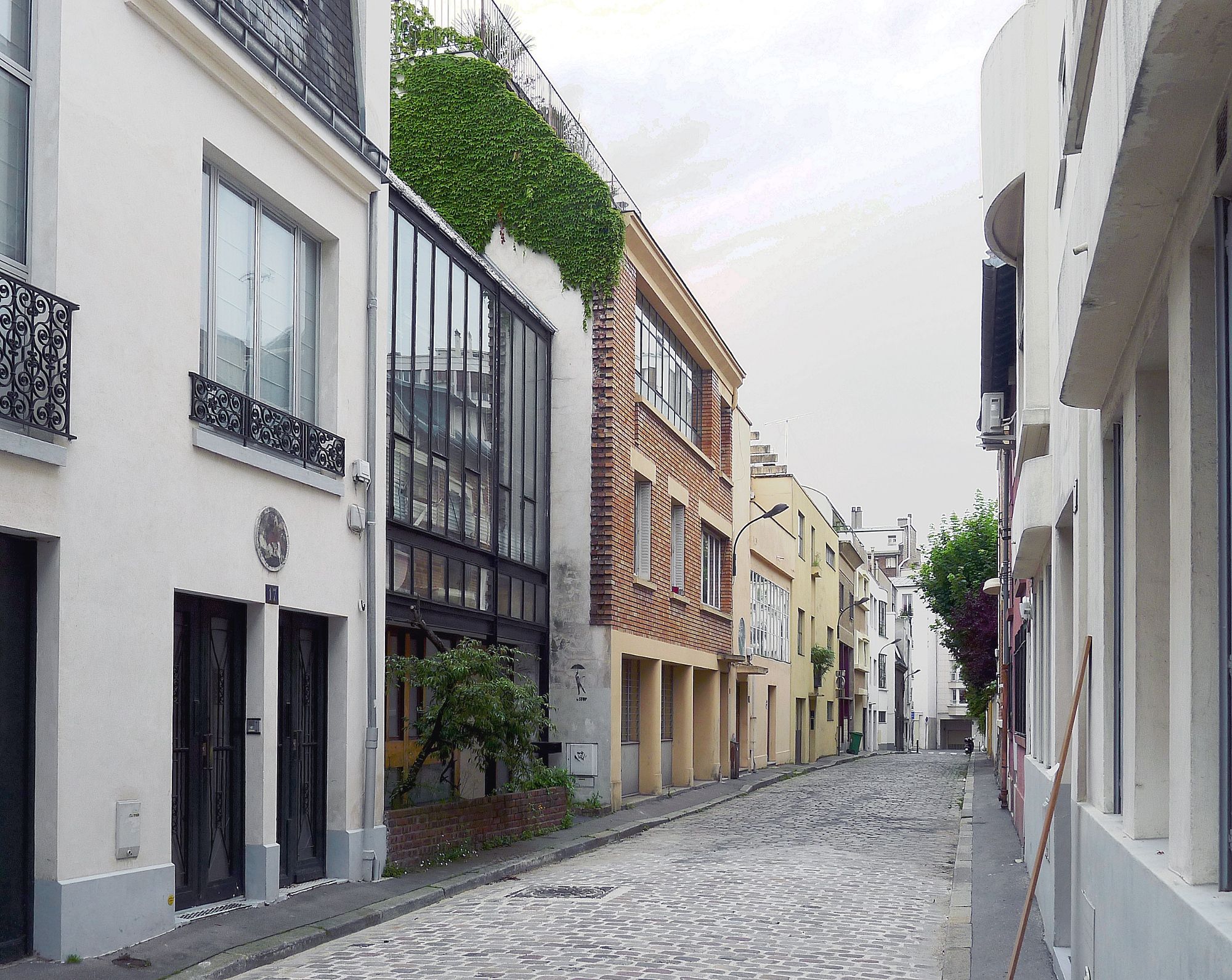
La villa Seurat, à Paris, où a vécu Mario Prassinos, au 18.

En 1934, sa sœur Gisèle Prassinos, née en 1920, écrit ses premiers textes que publie la revue Minotaure. Il rencontre alors, chez Man Ray, les poètes surréalistes, André Breton, Paul Éluard, René Char et Benjamin Péret, puis les peintres Max Ernst, Salvador Dalí, Hans Arp et Marcel Duchamp. Il réalise quelques dessins et frontispices pour l'éditeur Guy Lévis-Mano.
Après une première exposition personnelle, préfacée par René Char, en 1938 à la galerie Billiet-Vorms, Mario Prassinos s'éloigne à partir de 1939 du surréalisme. Engagé volontaire durant la guerre, il est blessé et reçoit la Croix de guerre. En 1942, il se lie avec Raymond Queneau et collabore avec les éditions de la NRF pour lesquelles il crée des maquettes de livres, des cartonnages de la NRF parfois appelés cartonnages Prassinos ou « reliés Bonet-Prassinos ». Entre 1943 et 1945 il rencontre encore Albert Camus, Jean-Paul Sartre (dont il illustre Le Mur), Jean Lescure et Gaston Bachelard.
Prassinos crée en 1947 ses premiers costumes pour une pièce de Paul Claudel montée par Jean Vilar (premier festival d'Avignon). Il se lie avec le peintre Alberto Magnelli et rencontre Myriam Prévot, future directrice avec Gildo Caputo de la Galerie de France où il expose par la suite régulièrement. Il obtient en 1949 la nationalité française.
Sa série de Troupeaux le fait aborder une peinture moins figurative. Il réalise à partir de 1951 ses premières tapisseries, qu'expose en 1956 la galerie La demeure, et des décors et costumes pour Macbeth que met en scène Jean Vilar à Avignon et, à Paris, au TNP.
En 1958, après une croisière avec Albert Camus et Michel Gallimard il effectue un long séjour dans l'île de Spetses, en Grèce, qui est à la source d'un renouvellement de sa peinture. Max-Pol Fouchet lui consacre un film de télévision. De 1959 à 1964, Prassinos continue de créer décors et costumes pour Jean Vilar.

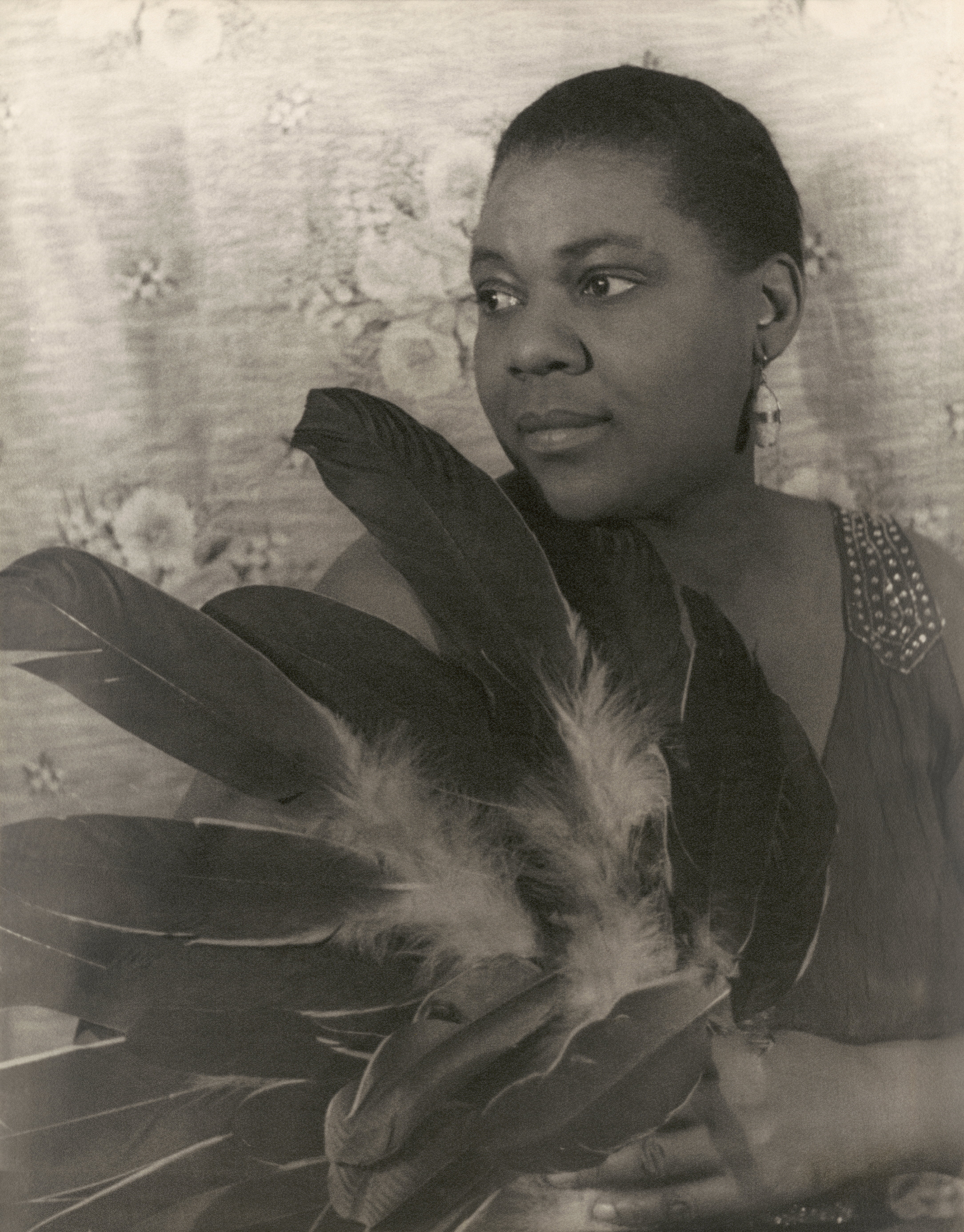
Bessie Smith, dont Prassinos a réalisé de nombreux portraits entre 1962 et 1964.

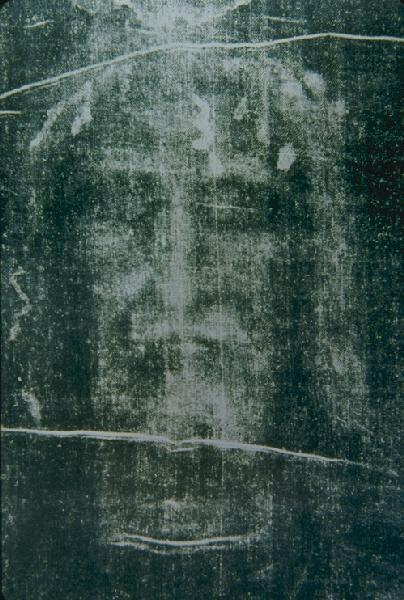
Image du Suaire de Turin dont s'inspire Prassinos en 1974 et 1975.

De nouveaux thèmes apparaissent par la suite dans sa peinture : portraits de Bessie Smith (1962-1964) ou de son grand-père Prétextat (1963-1970), nouveaux dessins d'après les Alpilles (1952-1977), collines qui font face à sa maison d'Eygalières, les Suaires (1974-1975), inspirés par le Suaire de Turin, les Paysages turcs (1969-1981), exposés au Grand-Palais à Paris en 1980 et les Arbres (1980-1985).
Lucien Clergue réalise en 1969 un film sur son œuvre (texte de Jean Lescure). Mario Prassinos écrit Les Prétextats, réflexion sur la série des Prétextats, puis, à partir de 1976, sous forme d'autobiographie, La Colline tatouée.
En 1985, il travaille aux onze Peintures du Supplice qu'il réalise pour décorer la chapelle Notre-Dame de Pitié à Saint-Rémy-de-Provence. C'est là qu'est exposée la donation de 108 œuvres qu'il a faite à l'État français en 1985.
Mario Prassinos meurt à Avignon à 69 ans, en 1985.

## Expositions

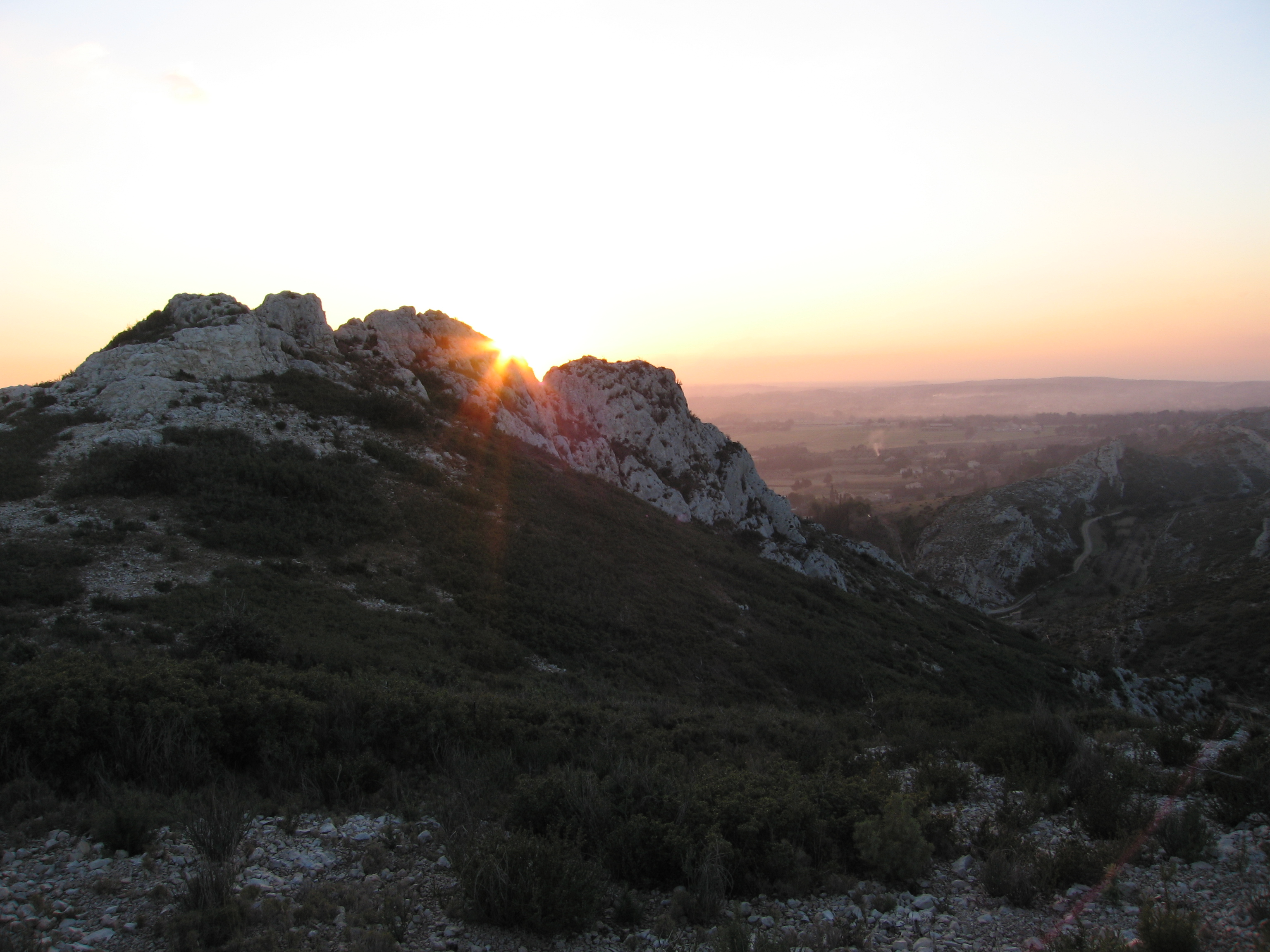
Les Alpilles, d'après lesquelles Mario Prassinos a réalisé de très nombreux dessins entre 1952 et 1977.

### Expositions personnelles
- 1938 : Galerie Billiet-Vorms, Paris.
- 1944 : Galerie de la Pléiade, N.R.F., Paris.
- 1948 : Galerie Billiet-Caputo, Paris.
- 1950 : Perspectives Gallery, New York.
- 1952 : Galerie Apollo, Bruxelles.
- 1953 : Galerie de France, Paris (et 1955, 1957, 1960, 1964, 1966, 1972, 1976).
- 1956 : Galerie la Demeure, Paris (et 1961, 1963, 1964, 1966, 1968, 1971, 1974).
- 1958 : Galleria Blu, Milan.
- 1960 : Auckland City Art Gallery, Auckland, Nouvelle-Zélande
- 1961 : Haaken Gallery, Oslo; Chateau Grimaldi, Antibes.
- 1962 : Galerie Spinazzola, Aix-en-Provence.
- 1963 : Arnhem Museum of Modern Art, Arnheim ; Haarlem Museum, Haarlem, Pays-Bas.
- 1963 : Musée des Beaux-Arts de La Chaux-de-Fonds, La Chaux-de-Fonds, Suisse.
- 1964 : Colette Ryter Gallery, Zurich (et 1967, 1971, 1973).
- 1965 : Musée d'art moderne André-Malraux, Le Havre.
- 1966 : Merlin Gallery, Athènes.
- 1968 : Musée Cantini, Marseille.
- 1970 : Chicago Arts Club, Chicago.
- 1970 : Musée Réattu, Arles.
- 1971 : Galerie Noella Gest, Saint-Rémy-de-Provence.
- 1972 : Ateneo, Madrid
- 1973 : Athens Art Gallery, Athènes (et 1978)
- 1974 : Couvent royal de Saint-Maximin-la-Sainte-Baume, Fondation Royaumont, Abbaye Notre-Dame de Sénanque, Abbaye de Montmajour.
- 1979 : Institut français, Athènes.
- 1980 : Galeries nationales du Grand Palais, Paris.
- 1983 : Mario Prassinos - cent cinquante peintures et dessins, Présence contemporaine, Aix-en-Provence, juillet-août 1983[4].
- 1984 : Musée départemental de la tapisserie, Aubusson ; Institut français, Athènes; Grand Magister Palace, Rhodes, Grèce; Musée d'art contemporain de Thessalonique, Grèce ; Medusa Art Gallery, Athènes (et 2007)
- 1986 : Inauguration de la donation Mario Prassinos, Saint-Remy-de-Provence, France (expositions annuelles).
- 1987 : OMAC, La Malmaison, Cannes.
- 1988 : Musée d'Ixelles, Bruxelles; Musée Jean-Lurçat et de la Tapisserie contemporaine, Angers.
- 1989 : Galerie Inard, Paris.
- 1991 : Pavillon des Arts, Paris.
- 1991 : Titanium Gallery, Athènes.
- 1995 : Galerie Thessa Herold, Paris (et 1997).
- 1996 : Espace 13, Aix-en-Provence.
- 1998 : Musée Toulouse-Lautrec, Albi.
- 1998 : Musée de l'Hospice Saint-Roch, Issoudun.
- 1999 Musée Réattu, Arles, France.
- 2000 : Galerie États d'Art, Paris (et 2005).
- 2001 : Fonfation Kydonieos, Andros, Grèce.
- 2005 : Galerie André Dimanche, Marseille.
- 2006 : Galerie La Hune-Brenner, Paris.
- 2009 ; Chapelle des Pénitents noirs, Aubagne.
- 2011 : Medusa Art Gallery, Athènes.
- 2016 : Mario Prassinos, in pursuit of an artist : Istanbul-Paris-Istanbul, Musée Pera, Istanbul, mai-août 2016 ; Mario Prassinos, estampes, Musée des Alpilles, Saint-Rémy-de-Provence, juin-septembre 2016 ; 1916-2016 : centenaire de Mario Prassinos - Mario Prassinos des cimaises à la scène, Maison Jean-Vilar, Avignon, 2016 ; Mario Prassinos, les peintures du supplice, abbaye de la Chaise-Dieu, juillet-septembre 2016[5]
- 2017 : L'œuvre ornée de Mario Prassinos, église du château de Felletin, juillet-novembre 2017[6]
- 2018 : Dessins de Mario et Gisèle Prassinos, Galerie Simoncini, Luxembourg, juin-juillet 2018

### Expositions collectives
- Petits formats - Jean Bertholle, Pierre Gastaud, Charles Lapicque, Robert Lapoujade, Jean Le Moal, Édouard Pignon, Mario Prassinos, Robert Wogensky, Galerie Pierre Domec, Paris, 1962.
- Promesses tenues - Robert Lapoujade, Pierre Fichet, Olivier Debré, Roger-Edgar Gillet, Yasse Tabuchi, Robert Wogensky, Gustave Singier, Kumi Sugaï, Mario Prassinos, Jean Messagier, Paul Rebeyrolle, Musée Galliera, Paris, septembre-octobre 1965.
- De Cuno Amiet à Zao Wou-Ki - Le fonds d'estampes Cailler, Musée d'art de Pully, février-avril 2013[7].
- Vues : Un siècle de regards sur le Alpilles - Auguste Chabaud, Albert Gleizes, Raymond Guerrier, André Marchand, Mario Prassinos, Maurice-Élie Sarthou, René Seyssaud, Jacques Winsberg, Musée Estrine, Saint-Rémy-de-Provence, mars-mai 2015[8].
- Portrait de l'oiseau qui n'existe pas sur un poème de Claude Aveline, Maison des arts d'Antony, février-mars 2018[9].

## Réception critique
« Prassinos exprimait en termes abstraits, dynamiques et baroques, sa spontanéité impressionniste, dans des tons chaleureux, très méditerranéens. »

— Gérald Schurr

## Décoration monumentale
- Ensemble de panneaux décoratifs en céramique, murs du hall d'entrée et du patio au rez-de-chaussée du lycée Paul Arène de Sisteron, 1969.

## Publications

### Livres illustrés
- Francis de Miomandre, Olympe et ses amis, Le Livre moderne illustré, Ferenczi & fils,1937
- Calamité des origines, album de six dessins commentés par Gisèle Prassinos, Paris, GLM éditeur, 1937
- Guillaume Apollinaire, L'Hérésiarque & C°, treize pointes sèches, Paris, Stock éditeur, 1944
- Georges Bataille, Dirty, couverture, Paris, éditions Fontaine, coll. « L'Âge d'or », 1945
- Jean-Paul Sartre, Le Mur, trente-cinq eaux-fortes en couleurs, Paris, NRF, Gallimard, 1946
- Raymond Queneau, L'Instant fatal, seize eaux-fortes en noir et un burin en couleurs accompagnés de six poèmes de Raymond Queneau, Les Nourritures Terrestres, 1946
- Coleridge, La Ballade du vieux marin, 22 images et lettrines de Mario Prassinos, Paris, GLM, 1946
- Simone de Beauvoir, Tous les hommes sont mortels, reliure cartonnée, Paris, NRF, Gallimard, 1946[11]
- Matteo Bandello, Roméo et Giulietta, treize burins, Paris, Pierre Vorms éditeur, 1947
- Guillaume Apollinaire, Le Bestiaire, six eaux-fortes, édité par l'illustrateur
- Edgar Poe, The Raven, douze gravures sur bois et dix eaux-fortes, Paris, Pierre Vorms éditeur, 1953
- Alain Gheerbrant, L'Expédion Orénoque-Amazone (maquette), éditions Gallimard, 1953
- Six dessins de Mario Prassinos, Neuchâtel, Galerie Numaga, 1964
- Raymond Queneau - Eine Modellgeschichte, Verlag für Neue Literatur, 1964
- Arthur Rimbaud, Une Saison en enfer, dix-huit eaux-fortes en couleurs, Les Bibliophiles comtois, 1966
- Bonjour Monsieur Prassinos, quatorze interprétations typographiques simultanées de cinq Pretextas de Mario Prassinos et du poème que Raymond Queneau lui a dédié, La Chaux (Suisse), Parisod éditeur, 1972
- Jean-Paul Sartre, La Nausée, douze gouaches, NRF coll. « Le rayon d'or », 1951

### Écrits
- Les Prétextats, Paris, Gallimard, 1973
- « Picasso en prison », L'Arc, no 97, 2e trimestre 1985.
- La Colline tatouée, Paris, Grasset, 1983  (ISBN 2-246-28821-5)

## Musées et collections

### Canada
- Musée national des beaux-arts du Québec  :
  - Le Cyprès noir, 1953 ?, tapisserie haute lisse (Manufacture d'Aubusson), 185 x 149 cm, inventaire 1954.272[12]

### États-Unis
- Chicago, Art Institute of Chicago[13] :
  - Paysage, estampe, 43.6 × 61.2 cm, n° inventaire 1959.177
  - Le Feu, estampe, 60.5 × 42.4 cm, n° inventaire 1959.176
- New York, Museum of Modern Art[14] :
  - 3 œuvres dont Le Chat, état III, estampe, 1949, 26.6 x 21.8 cm
- New York, National Gallery of Art[15] :
  - Paysage, estampe, n° inventaire 1964.8.1402
  - Salle de classe, 1945-47, n° inventaire 1947.12.37

### France
- Angers, Musée Jean-Lurçat et de la tapisserie contemporaine :
  - Les habitants du ciel, tapisserie, 1952.
  - Pretextat, tapisserie tissée par Pierre Daquin, 1971.
- Antibes, Musée Picasso[16].
  - Jaune-noir, 1957, eau-forte, 61.5 x 43.5 cm, n° inventaire MPA 1961.6.3
  - Six cyprès, 1957, eau-forte, 43.5 x 61.5 cm, n° inventaire MPA 1961.6.4
  - Le Cyprès blanc, 1958, eau-forte, 61.6 x 43.6 cm, n° inventaire MPA 1961.6.5
  - L'Arbre rose, 1959, eau-forte, 60 x 42 cm, n° inventaire MPA 1961.6.6
  - Paysage des Alpilles, 1960, huile sur toile, 131 x 162 cm, n° inventaire MPA 1961.1.6
  - Les Poseuses, 1963, huile sur toile, 204 x 250 cm , n° inventaire MPA 1988.1.1
- Arles, musée Réattu :
  - Cafetière, 1949, encre de Chine sur papier, 32,5 x 25,5 cm.
  - Grande Colline, 1968-1973, huile sur toile, 200 x 300 cm.
  - La Pente (Paysage turc), 1975, huile sur toile, 200 x 250 cm.
  - Alpilles (4 août 1975 n°4), encre sur papier, 75 x 105 cm.
- Aubusson, Cité internationale de la tapisserie :
  - Les 3 P., 1970, tapisserie de basse lisse (ateliers Goubely, Aubusson), 310 x 660 cm.
- Bourg-en-Bresse, monastère royal de Brou, musée municipal de Bourg-en-Bresse :
  - Paysage turc n°61, 1977-1978, huile sur toile, 116.5 x 168 cm (collections du FNAC n° 983.68 ).
- Brest, Musée des beaux-arts de Brest.
- Issoudun, musée de l'Hospice Saint-Roch, Issoudun, donation collection Zao Wou-Ki.
- Limoges, FRAC-Artothèque du Limousin :
  - Arbres, 1983, huile sur papier, 80 x 120 cm, inv. : 198475.
  - Arbres, 1983, huile sur papier, 80 x 120 cm, inv. : 198483.
  - Verdure brune, 1985, tapisserie de basse lisse (atelier Goubely-Roth, Aubusson), 200 x 300 cm, inv. : 198474.
- Marseille, Musée Cantini :
  - Amour de mai, 1963, tapisserie, 210 x 235 cm, n° inventaire L.63.2.1
  - La Fleur, 1964, huile sur toile, 22 x 16 cm, n° inventaire C.80.9
  - Pretextat 67-1, 1967, huile sur toile, 200 x 300 cm, n° inventaire C.68.3.1
  - Les Alpilles, 1973 (5 juin 1973 n° 1), encre de Chine sur papier, 80 x 120 cm, n° inventaire C.73.2.8
  - Arbres, 1985 (19 octobre), huile sur papier marouflé, 75 x 105 cm, n° inventaire C.03.08
  - Sans titre, lithographie, 52 x 65 cm
- Metz, Musée de la Cour d'Or :
  - Corbeau chinois sur fond jaune, 1952, aquatinte, eau-forte et pointe sèche, 29,5 x 24 cm, inv : 1801.
  - Automne, 1962, eau-forte, burin et aquatinte, 76 x 56,5 cm, inv :3314.
  - Comme il vous plaira, 1967, tapisserie, exemplaire 1/2 (atelier Denis Dumontet, Aubusson), 202 x 293 cm, inv :84.34.1.
- Nantes, musée des beaux-arts de Nantes :
  - Vague, 1964, estampe, 56.3 x 75.6 cm, n° inventaire 969.8.17.E ; 6939
  - Sans titre, estampe,  n° inventaire 978.7.65.E ; 7898
- Paris, Centre Pompidou :
  - 13 œuvres[17]
- Paris, Centre national des arts plastiques :
  - 130 œuvres[18].
- Paris, Hôtel de Matignon (secrétariat général du gouvernement, bureau du premier ministre) :
  - Meltem, novembre 1959, huile sur toile, 260 x 190 cm, collections du CNAP N°35319.
- Paris, Mobilier national :
  - 35 œuvres[19].
- Musée Estrine, Saint-Rémy-de-Provence
- Musée Dom Robert et de la tapisserie du XXe siècle, abbaye de Sorèze

### Grèce
- Mario Prassinos Museum, Garipis Collection

### Luxembourg
- Centre national de littérature du Luxembourg, Mersch

### Macédoine du Nord
- Musée d'Art contemporain de Skopje[20]

### Nouvelle-Zélande
- Auckland, Musée d'Art d'Auckland[21] ;
  - L'Arbre rose, 1959, eau-forte, 60 x 42 cm, n° inventaire 1964/4/10
  - Tropical Creepers, estampe, 60,6 x 42,5 cm, n° inventaire 1962/21/2
  - Six cyprès, 1957, eau-forte, 43.5 x 61.5 cm, n° inventaire 1959/2/6
- Wellington, Musée de Nouvelle-Zélande Te Papa Tongarewa[22] :
  - Troupeau, 1951, huile sur toile, n° inventaire 1954-0022-2

### Suisse
- Fondation Toms Pauli, Lausanne : 
  - Lady Macbeth, tapisserie

### Collections privées
- Henri Adam-Braun[23]
- Yolande et Lucien Clergue[24].

#### Sur Prassinos
- Prassinos, Arbres et bouquets, préface de Myriam Prévot, Galerie de France, Paris, 1960
- Jean-Louis Ferrier, Prassinos, Le Musée de Poche, Paris, éditions Georges Fall, 1962
- Mario Prassinos, peintures et dessins récents, textes de Mario Prassinos, Raymond Queneau, François Nourissier, René Char, Albert Camus, Marc Alyn, Jean-Louis Ferrier, Pierre Seghers, Jean Boissieu, Jean-Jacques Lévêque, Jean Lescure, Pierre Cabanne, Gisèle Prassinos et Pierre Emmanuel, Paris, galerie nationale du Grand Palais, 1980
- Prassinos, textes de Jean-Louis Ferrier, Gisèle Prassinos et Mario Prassinos, entretien avec Mario Prassinos, Aix-en-Provence, Présence contemporaine, 1983, 144 p.  (ISBN 2-904013-04-0)
- Mario Prassinos, Levallois-Perret, Les amis de Valentin Brû [Raymond Queneau], no 28-29, 1984 [Raymond Queneau et Mario Prassinos]
- Hélène Parmelin, Les Peintres de Jean Vilar : Calder, Chastel, Gischia, Jacno, Lagrange, Manessier, Pignon, Prassinos et Singier, fondation Jean Vilar, Avignon, 1984
- La Donation Mario Prassinos (catalogue raisonné), Catherine Prassinos et Thierry Rye, préface de Pierre Cabanne, Saint-Rémy de Provence, FMP Donation Mario Prassinos, 1990, 158 p.  (ISBN 2-9504357-0-X)
- Lydia Harambourg, « Mario Prassinos », dans L'École de Paris 1945-1965, Dictionnaire des peintres, Neuchâtel, Ides et Calendes, 1993  (ISBN 2-8258-0048-1) ; nouvelle édition, 2010, p. 397–400  (ISBN 978-2-8258-0241-0)
- Correspondance d'Henri Parisot avec Mario et Gisèle Prassinos, 1933-1938, Prassinos Catherine, Rye Thierry (éd.), Joelle Losfeld, 2003, 212 p.  (ISBN 2-84412-162-4)
- Monographie Mario Prassinos, peinture et dessin, préface de François Nourissier, Catherine Prassinos (expert de l'Union française des experts, UFE) et Thierry Rye (éd.), Actes Sud, 2005, 342 p.  (ISBN 2-7427-4366-9)
- Marc Alyn, Mario Prassinos, calligraphe de l'au-delà, Approches de l'art moderne, Bartillat, 2007

#### Ouvrages généraux
- Pierre Cabanne, Le Midi des peintres, coll. « Tout par l'image », Hachette, 1964
- René Huyghe de l'Académie française et Jean Rudel, L'Art et le monde moderne, Larousse, 1970
- Gérard Xuriguera, Les Années 50 - Peintures, sculptures, témoignages, Arted, 1984
- Patrick-F. Barrer, L'Histoire du Salon d'automne de 1903 à nos jours, Éditions Arts et Images du Monde, 1992
- Emmanuel Bénézit, Dictionnaire des peintres, sculpteurs, dessinateurs, graveurs, Gründ, 1999
- Jean-Pierre Delarge, Dictionnaire des arts plastiques modernes et contemporains, Gründ, 2001

### Filmographie
- Prassinos - L'image et le moment, court métrage de Robert Lapoujade, 1963.
- Mario Prassinos, film de Lucien Clergue, commentaire de Jean Lescure, Production Pierre Braunberger, Films de la Pléiade, 1969.